# Moorweide bei Stapen
Moorweide bei Stapen este o arie protejată (arie specială de conservare — SAC, sit de importanță comunitară — SCI) din Germania întinsă pe o suprafață de 53 ha, integral pe uscat.

## Localizare
Centrul sitului Moorweide bei Stapen este situat la coordonatele 52°44′04″N 11°07′45″E / 52.7344°N 11.1292°E.

## Înființare
Situl Moorweide bei Stapen a fost declarat sit de importanță comunitară în martie 2004 pentru a proteja 1 specie de animale. Situl a fost protejat și ca arie specială de conservare în decembrie 2018.

## Biodiversitate
Situată în ecoregiunea continentală, aria protejată nu include niciun habitat protejat.
La baza desemnării sitului se află o specie protejată de  mamifere: vidră de râu (Lutra lutra)
Pe lângă speciile protejate, pe teritoriul sitului au mai fost identificate 1 specie de plante, 2 specii de amfibieni, 3 specii de mamifere.